# Maah Daah Hey Trail
Le Maah Daah Hey Trail, ou MDH Trail, est un sentier de randonnée américain dans les comtés de Billings, Golden Valley, McKenzie et Slope, au Dakota du Nord. Ce sentier de longue randonnée de 232 km traverse les trois parties du parc national Theodore Roosevelt. C'est un National Recreation Trail depuis 2016